# Klaus Schenkel (Fechter)
Klaus Schenkel (* 1940 in Görlitz) ist ein deutscher Fechter und Fechttrainer.

## Leben
Schenkel, der für den ASK Vorwärts Leipzig startete, wurde mit 22 Jahren in die Herrenflorett-Nationalmannschaft der DDR berufen. Zu seinen größten Erfolgen gehörten die DDR-Meisterschaft Herrenflorett Einzel im Jahr 1965, dazu zwei Vizemeistertitel (1964 und 1967) sowie ein Dritter Platz 1966. Er schloss ein Studium zum Diplom-Sportler ab und wurde DDR-Nationaltrainer.
Am 26. Januar 1990 verließ der Auswahltrainer die DDR Richtung Fecht-Club Tauberbischofsheim, war lange Zeit als Bundestrainer Nachwuchs in Bonn tätig
und wechselte nach seiner Pensionierung zurück zum FC Tauberbischofsheim, wo er heute zusammen mit Lars Schache den vereinseigenen Nachwuchs im Herrenflorett betreut.